# Wake on LAN
Wake on LAN (zkratka WOL, WoL) je v informatice technologie umožňující zapnutí vypnutého počítače přes počítačovou síť.

## Historie
V dubnu roku 1997 IBM Advanced Manageability Alliance vydala první návrh Wake on LAN technologie. Ostatní průmyslové organizace, jako např. Wired for Management založená firmou Intel, brzo podpořily tento standard.

## Technická specifikace

### Systémové požadavky

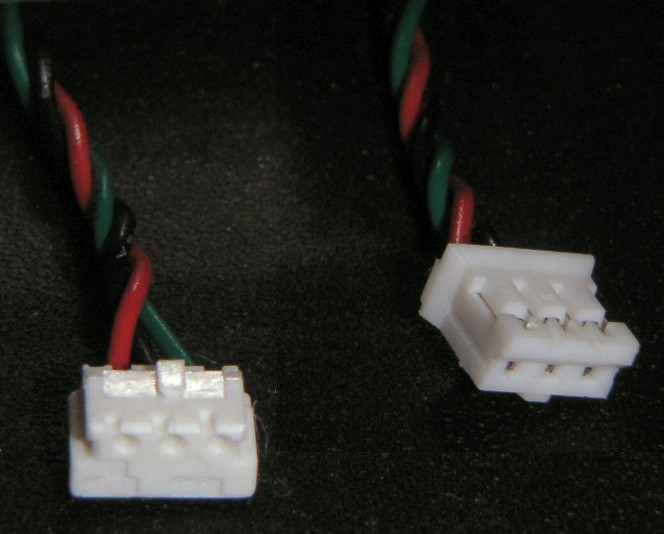
WOL propojovací kabel.

Podpora Wake on LAN musí být zabudována do základní desky, často bývá v deskách ATX. Základní deska musí být vybavena konektorem WAKEUP-LINK, kterým je propojena pomocí 3pinového kabelu se síťovou kartou. Síťové karty a základní desky podporující WOL a standard PCI 2.2 už takový kabel nepotřebují, neboť oživovací signál i nezbytné napájení se šíří přímo po sběrnici PCI. Většina moderních základních desek s integrovanou síťovou kartou standard WOL podporuje.
Funkce Wake on LAN musí být povolena v BIOSu, kde musí být zvoleno neustálé napájení síťové karty i po vypnutí počítače. Většinou v nastavení Power Management.

### Popis funkce
Buzení počítače probíhá přes síť LAN. Vypnutý počítač má v BIOSu nastaveno napájení síťové karty při vypnutí (viz výše). Síťová karta naslouchá a čeká na speciální posloupnost bajtů (paket), která se nazývá Magický packet. Tento paket je odeslán do konkrétní LAN, která je určena broadcastovou IP adresou sítě. Pokud síťová karta tento paket přijme a zjistí, že se jedná o Magický paket s odpovídající MAC adresou, spustí počítač.

### Magický packet
Magický paket, na který reaguje síťová karta, je v podstatě speciální rámec odeslaný protokolem UDP na port 7 nebo 9, dříve také protokolem IPX. Paket obsahuje šest konstantních bajtů hexadecimálně zapsaných jako FF:FF:FF:FF:FF:FF následovaných šestnáctkrát se opakující MAC adresou.

## Wake-on-LAN programy
Několik programů pro buzení počítače pomocí WOL.

### Skripty
- Wake-on-LAN Tutorial, PHP script.
- Wake On Lan (Python recipe) - Python script (EN)

### Cross-platform
- Remotewakeup.com – Zapněte počítač přes Internet
- Wake On LAN (WoL) – Zapnutí počítače z webové stránky přes Internet.
- Depicus – Volně šiřitelný program na odesílání magických packetů.
- java WOL – OS independent Java WOL utilita, spustitelná z webového prohlížeče.
- WakeOnLanOverMobilephone – Java aplikace pro mobilní telefony.
- JWakeME
- HyperWRT - Firmware pro Linksys wireless routers s WOL GUI.
- DD-WRT - Firmware pro Linksys wireless routers s WOL GUI.

### Microsoft Windows
- SoftPerfect Network Scanner – utilita pro scanování sítě a pro WOL
- Specops Gpupdate (Special Operations Software) –
- Depicus Wake-On-Lan Windows Graphical User Interface
- FUSION WakeUp on Lan[nedostupný zdroj]- freeware pro Windows 98, ME, NT, 2000, XP or 2003.
- WOL - Magic Packet Sender – programek pro ukladani MACovských adres a odesílání Magického packetu
- AMD PCnet Magic Packet Utility - mpusergd.pdf
- WakeOnLan (AquilaTech) –
- MC-WOL Archivováno 17. 1. 2007 na Wayback Machine. – příkazový řádek pro WOL.
- Samuraj Wake On LAN Command Line – buzení počítače z příkazového řádku (vhodné do skriptů).
- AMD PCnet Magic Packet Utility (exe)
- Remote Administrator Control – program pro vzdálenou správu počítače (včetně podpory WOL)
- TeamViewer

### Mac OS X
- Apple Remote Desktop – Multifunkční utilita pro MAC
- WakeUp for Mac OS X
- Wake550 - OS X adaptace Wakeonlan scriptu

### GNU/Linux
- EtherWake
- Wakeonlan
- WolMan (Linux Wake-on-LAN GUI manager)